# Minor (Alabama)
Minor statisztikai település az USA Alabama államában, Jefferson megyében. Lakosainak száma 1088 fő (2020. április 1.).

## Népesség
A település népességének változása:

| 2010 | 1 094 |
| 2020 | 1 088 |